# Renata Scotto

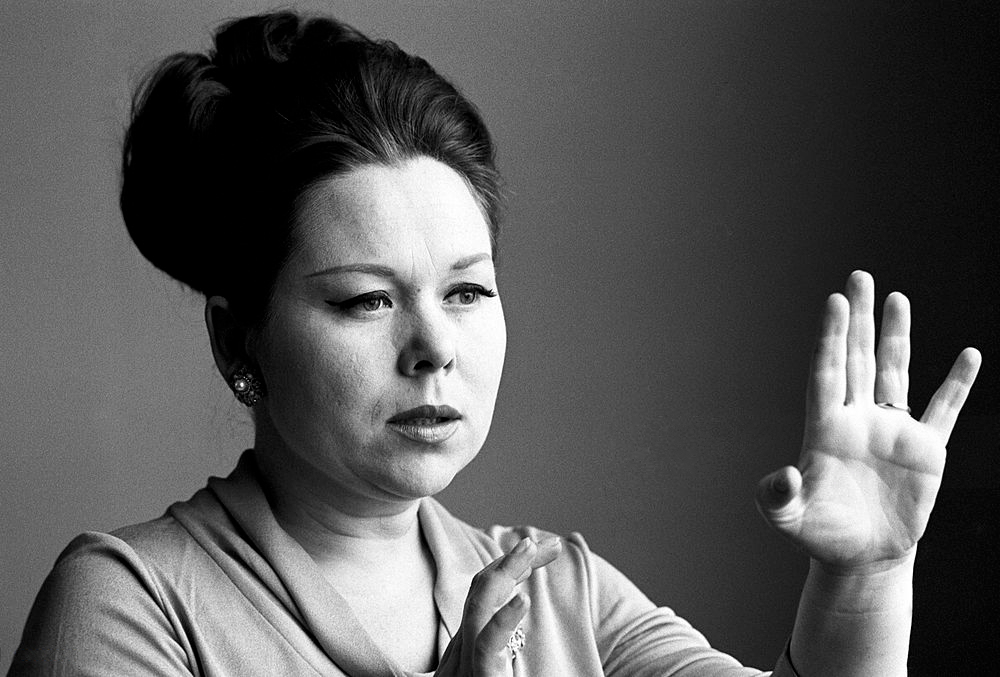
Renata Scotto in 1967

Renata Scotto (Savona, 24 februari 1934 – Savona, 16 augustus 2023) was een Italiaanse operazangeres, die alom waardering kreeg als sopraan, zowel voor haar zangkunst als voor haar dramatische talent.
Scotto nam in 2002 afscheid van het toneel. Ze ging lesgeven aan haar eigen opera-academie in Italië en in New York en tijdens masterclasses. Haar academie in New York werd gevestigd in het conservatorium van Westchester in White Plains.

## Biografie
Scotto maakte haar debuut als operazangeres op haar achttiende jaar in een uitverkocht huis in haar geboortestad Savona, als Violetta in Verdi's La traviata. De volgende dag stond ze in het Teatro Nuovo in Milaan als Violetta. Daarna zong ze haar eerste Puccini-opera, Madama Butterfly, wederom in Savona.
In 1953 deed ze auditie voor de rol van Walter in Catalani's La Wally met Renata Tebaldi en Mario del Monaco in La Scala. Een van haar beoordelaars daar, de dirigent Victor de Sabata moet toen gezegd hebben: "Vergeet de rest." La Wally opende op 7 december 1953 en Scotto werd vijftienmaal teruggeroepen aan het einde van de opera.
Haar belangrijkste doorbraak kwam in 1957: de productie van Bellini's La sonnambula met Maria Callas als Amina was zo succesvol dat La Scala nog een extra voorstelling wilde organiseren. Callas, die zich uitgeput voelde, gaf aan hier niet beschikbaar voor te zijn. De voorstelling ging desondanks door, maar Callas weigerde te zingen. In twee dagen leerde Scotto de rol van Amina en ze verving Callas op 3 september 1957. De voorstelling was een groot succes, en de drieëntwintigjarige Scotto kreeg veel publiciteit.
Scotto maakte zeer mooie opnamen aan het eind van de jaren vijftig en in de jaren zestig, die vaak minder aandacht krijgen dan haar latere opnamen uit de jaren zeventig en tachtig. Voorbeelden daarvan zijn haar Lucia in Gaetano Donizetti's Lucia di Lammermoor samen met Giuseppe di Stefano en Ettore Bastianini in een opname uit 1959 en haar Mimi uit Giacomo Puccini's La bohème met Gianni Poggi en Tito Gobbi (gedirigeerd door Antonino Votto, op Deutsche Grammophon) uit begin jaren zestig, en ten slotte haar Cio-Cio-San in Puccini's Madama Butterfly met Carlo Bergonzi en Rolando Panerai (gedirigeerd door Sir John Barbirolli (EMI).
Op 13 oktober 1965 maakte Scotto haar debuut in de Metropolitan Opera als as Cio-Cio-San in Madama Butterfly. Vanaf dat ogenblik zong ze geregeld in de Met, tot aan 1987, en vestigde zij zich in het nabijgelegen Westchester County.
In 1970 ontmoette Scotto voor het eerst in haar carrière een 'vijandig' publiek: ze zong de rol van Elena in Verdi's I vespri siciliani. Een klein groepje luidruchtige bezoekers riep "Brava, Callas", en "Maria, Maria"; Maria Callas was er aanwezig en gaf als reactie Scotto een staande ovatie aan het einde van de voorstelling.
Scotto overleed op 89-jarige leeftijd.

## Privéleven
Op 2 juni 1960 trad Scotto in het huwelijk. Ze kreeg met haar man twee kinderen, een dochter en een zoon.